# The Fight
The Fight is een Britse poppunkband opgericht in 2000 in Dudley, West Midlands. De band bestond uit zanger en gitarist Kate "K8" Turley (voormalig lid van de band 21st Century Girls), drummer Jack Turley, gitarist Scott Milner, en basgitarist Tom Calder. In 2002 werd de band opgemerkt door de gitarist van de Amerikaanse poppunkband New Found Glory Chad Gilbert, waarop hij de band aanbood om in Londen als supportact voor New Found Glory te spelen. Ook werd er een demo van The Fight opgenomen en via Calders label uitgegeven. Een jaar later, in 2003, tekende de band een contract bij het punklabel Fat Wreck Chords en liet via dit label de ep Home is Where the Hate is uitgeven. In 2004 werd het debuutalbum Nothing New Since Rock 'n' Roll uitgegeven door het label Repossession Records. The Fight heeft getourd door het Verenigd Koninkrijk, Japan, en de Verenigde Staten, met bands als Rancid, Yellowcard, Sugarcult, en The Starting Line, en heeft gespeeld op Warped Tour in de zomer van 2005.

## Leden
| Laatste formatie - Kate Turley - zang, gitaar - Jack Turley - drums - Tom Calder - basgitaar - Scott Milner - gitaar | Voormalige leden - Matthew Vale - basgitaar - Simon Lincoln Jefferies - gitaar |

## Discografie
| Jaar | Titel                           | Label                | Soort       |
| ---- | ------------------------------- | -------------------- | ----------- |
| 2003 | Home is Where the Hate is       | Fat Wreck Chords     | ep          |
| 2004 | Nothing New Since Rock 'n' Roll | Repossession Records | studioalbum |

| Jaar | Titel                       | Label                | Videoclip |
| ---- | --------------------------- | -------------------- | --------- |
| 2004 | "Revolution Calling / JB's" | Repossession Records | ja        |
| 2004 | "Can't Be Bothered"         | Repossession Records | ja        |